# 엘턴 메이오

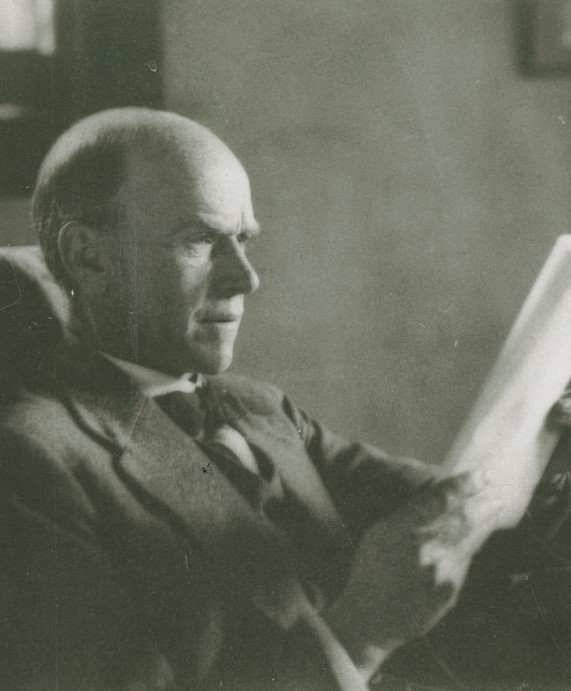

조지 엘턴 메이오(영어: George Elton Mayo, 1880년 12월 26일 ~ 1949년 9월 7일)는 오스트레일리아의 산업 연구원이자 조직 이론가이다.